# S. Andrew Swann
Pour les articles homonymes, voir Swann.
Œuvres principales
- La Louve et la Croix

S. Andrew Swann (également appelé S. A. Swann, S. A. Swiniarski et Steven Krane), né le 1er septembre 1966 à Cleveland en Ohio, est un auteur américain écrivant des romans de science-fiction et des romans de style fantastique. Il vit à Solon (Ohio) en banlieue de Cleveland. Il est né sous le nom de Steven Swiniarski et a publié ses livres sous le nom de Swiniarski ou sous celui de Swann. Aux États-Unis, il a été publié par DAW Books et par Ballantine Books, une division de Random House. Son roman La Louve et la Croix a été traduit en français et publié en 2010.

## Œuvres

### Romans sous le nom de S. A. Swann

#### UniversTerran Confederacy

##### SérieMoreau
1. (en) Forests of the Night, DAW Books, 1993
2. (en) Emperors of the Twilight, DAW Books, 1994
3. (en) Specters of the Dawn, DAW Books, 1994
4. (en) Fearful Symmetries, DAW Books, 1999

##### SérieThe Hostile Takeover
1. (en) Profiteer, DAW Books, 1995
2. (en) Partisan, DAW Books, 1995
3. (en) Revolutionary, DAW Books, 1996
4. (en) Messiah, DAW Books, 2011

##### SérieApotheosis
1. (en) Prophets, DAW Books, 2009
2. (en) Heretics, DAW Books, 2010
3. (en) Messiah, DAW Books, 2011

#### SérieCleveland Portal
1. (en) The Dragons of the Cuyahoga, DAW Books, 2001
2. (en) The Dwarves of Whiskey Island, DAW Books, 2005

#### SérieWolf
1. La Louve et la Croix, Bragelonne, 2010 ((en) Wolfbreed, Ballantine Books, 2009)
2. (en) Wolf's Cross, Ballantine Books, 2010

#### SérieDragon
1. (en) Dragon Princess, DAW Books, 2014
2. (en) Dragon Thief, DAW Books, 2015
3. (en) Dragon Wizard, DAW Books, 2016

#### Romans indépendants
- (en) Gold's Dice, DAW Books, 1997
- (en) Zimmerman's Algorythm, DAW Books, 2000
- (en) Broken Crescent, DAW Books, 2004
- (en) Marked, 2019

### Romans sous le nom de S. A. Swiniarski
- (en) Raven, DAW Books, 1996
- (en) The Flesh, The Blood and The Fire, DAW Books, 1998

### Romans sous le nom de Steven Krane
- (en) Teek, DAW Books, 1999
- (en) The Omega Game, DAW Books, 2000
- (en) Stranger Inside, DAW Books, 2003